# Station Gendron-Celles
Station Gendron-Celles is een spoorwegstation langs spoorlijn 166 (Dinant - Bertrix) in Celles, een deelgemeente van de gemeente Houyet. Het is nu een stopplaats.
Het station draagt een dubbelnaam: Gendron verwijst naar een nabijgelegen gehucht en Celles naar de voormalige gemeente waar het gelegen was (sedert 1977 een deelgemeente van Houyet).
Met amper 20 reizigers per gemiddelde weekdag is Gendron-Celles een van de kleinste stopplaatsen in België.

## Treindienst
| Serie              | Treinsoort            | Route | Bijzonderheden                                                           |
| ------------------ | --------------------- | --- | ------------------------------------------------------------------------ |
| L 6050             | L-trein (NMBS)        | Namen – Dinant – Gendron-Celles – Bertrix – Libramont                                                                |                                                                          |
| P 7620/8620RE 8600 | Piekuurtrein (NMBS)   | [ Luxemburg – Virton ] / [ [ Aarlen – Virton – ] / [ Dinant – Gendron-Celles – ] Libramont – [ Ciney ] ]             | Een rechtstreekse trein Aarlen - Libramont. Een trein Libramont - Ciney. |
| P 7660/8660        | Piekuurtrein (NMBS)   | Bertrix – Gendron-Celles – Dinant – Namen                                                                            | Rijdt alleen op werkdagen.                                               |
| P 7680/8680RE 8650 | Piekuurtrein (NMBS)   | [ Bertrix – Gendron-Celles – Dinant ] / [ Libramont – [ Virton – ] / [ Marbehan – ] Aarlen ] / [ Athus – Luxemburg ] | Een trein Aarlen - Virton - Libramont. Een trein Athus - Luxemburg.      |
| ICT 6975           | Toeristentrein (NMBS) | Dinant – Gendron-Celles – Houyet                                                                                     | Rijdt van eind mei tot eind september.                                   |

## Galerij

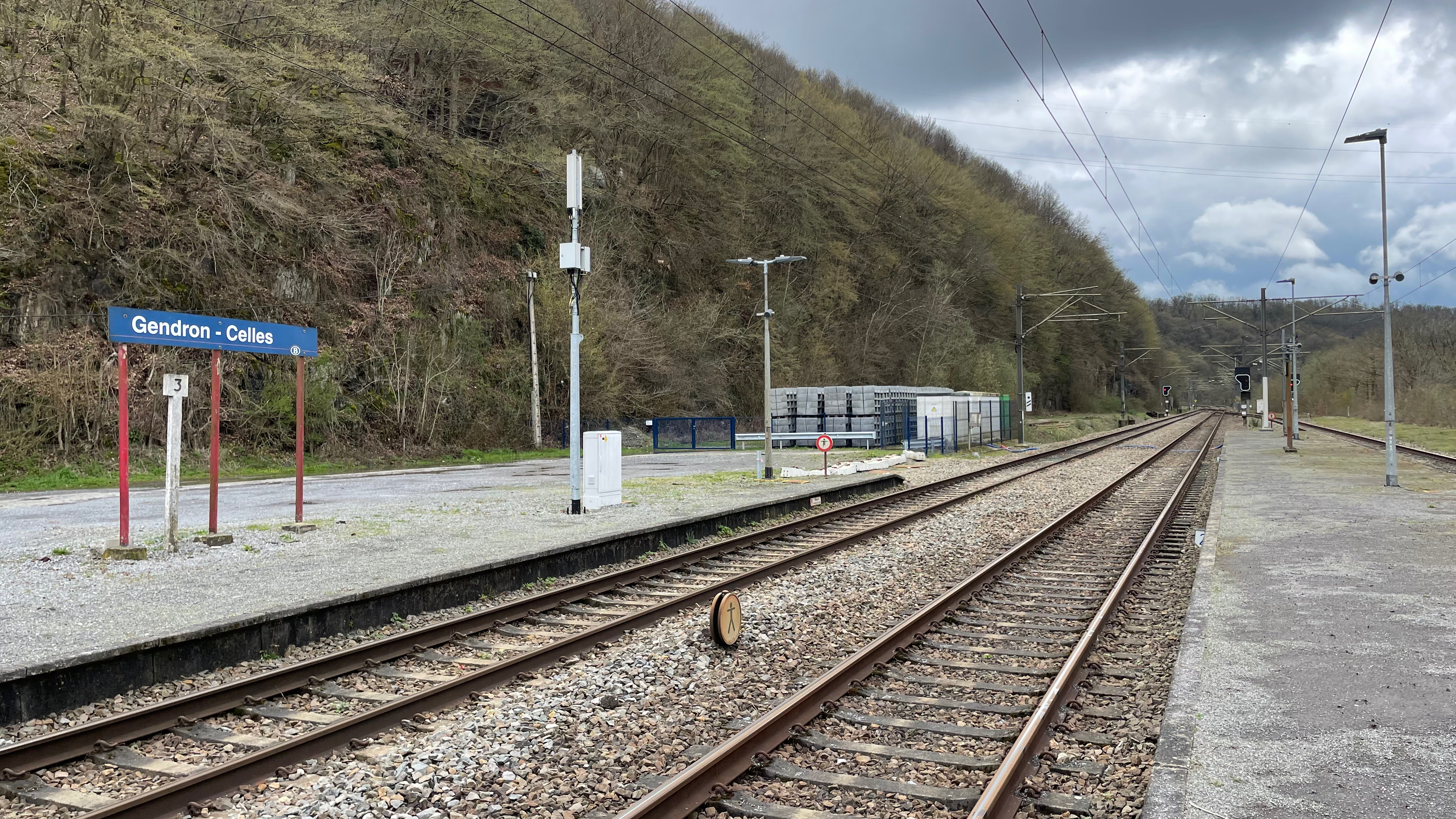
Station Gendron-Celles
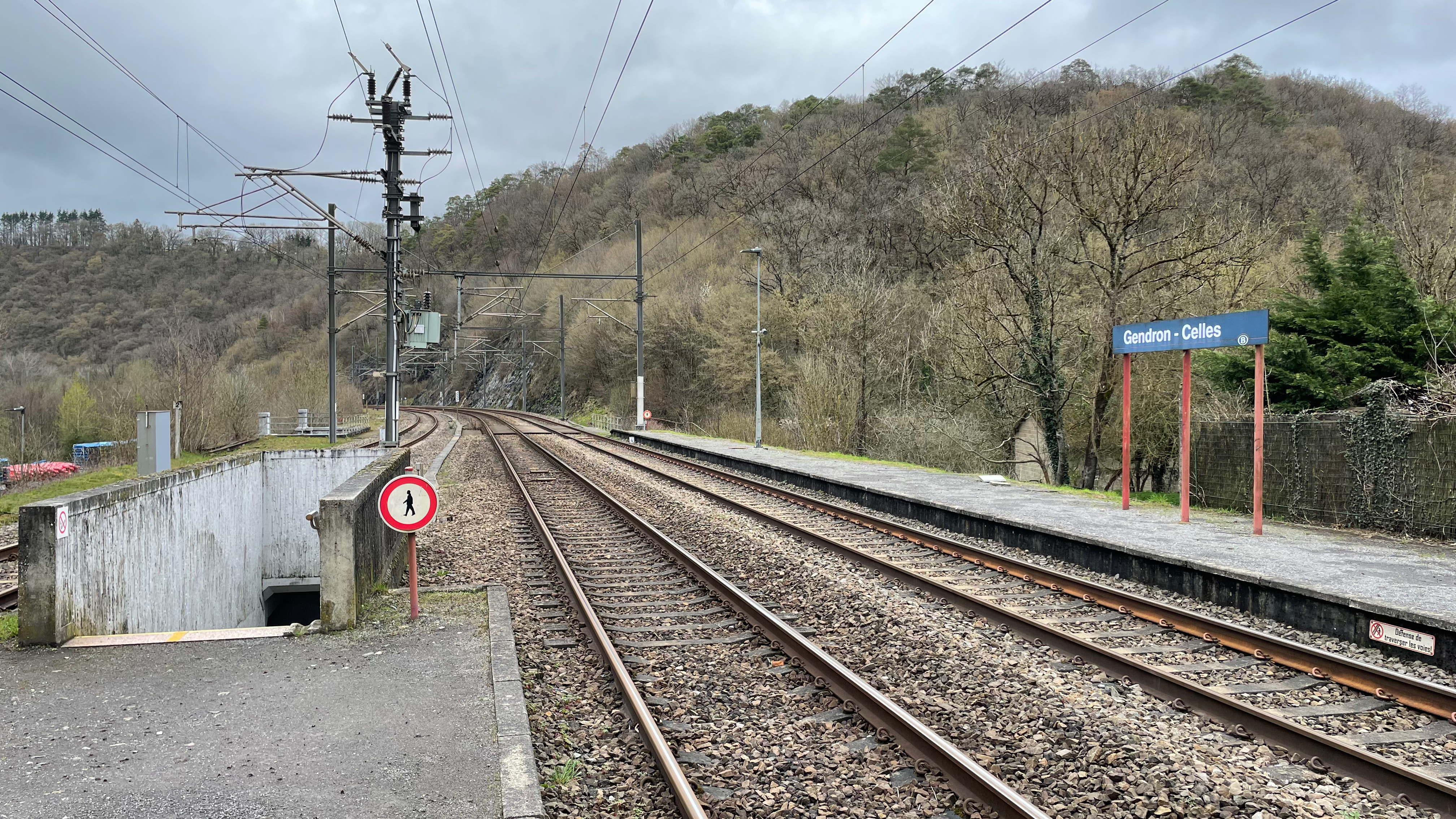
Zicht op het perron
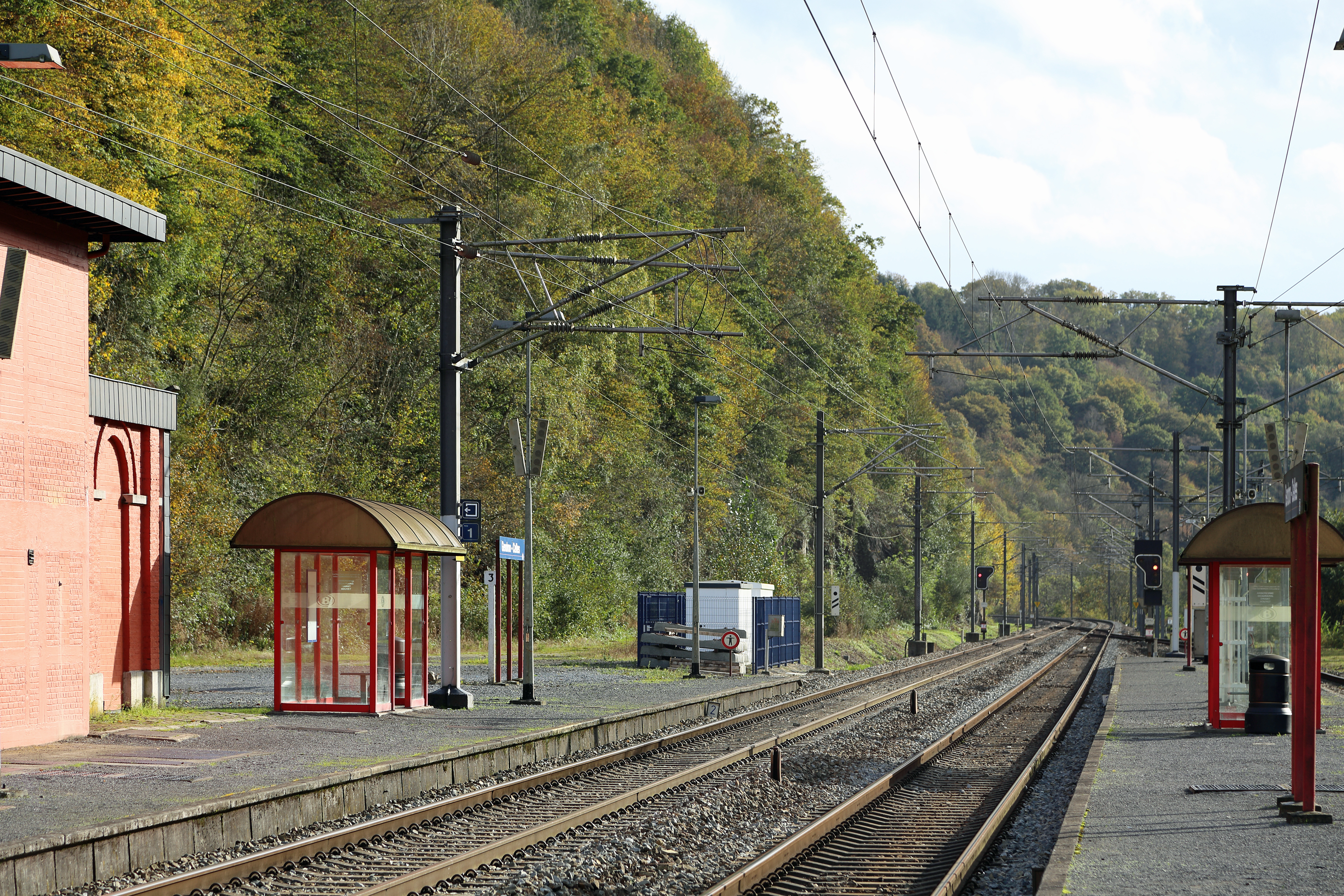
Het station (2014)

## Reizigerstellingen
De grafiek en tabel geven het gemiddeld aantal instappende reizigers weer op een week-, zater- en zondag.
| Tabel: aantal instappende reizigers station Gendron-Celles | Tabel: aantal instappende reizigers station Gendron-Celles | Tabel: aantal instappende reizigers station Gendron-Celles | Tabel: aantal instappende reizigers station Gendron-Celles |
|                                                            | Weekdag                                                    | Zaterdag                                                   | Zondag                                                     |
| ---------------------------------------------------------- | ---------------------------------------------------------- | ---------------------------------------------------------- | ---------------------------------------------------------- |
| 1977                                                       | 31                                                         | 12                                                         | 32                                                         |
| 1978                                                       | 33                                                         | 22                                                         | 33                                                         |
| 1979                                                       | 42                                                         | 17                                                         | 34                                                         |
| 1980                                                       | 38                                                         | 13                                                         | 20                                                         |
| 1981                                                       | 29                                                         | 19                                                         | 12                                                         |
| 1982                                                       | 38                                                         | 30                                                         | 18                                                         |
| 1983                                                       | 29                                                         | 18                                                         | 22                                                         |
| 1984                                                       | 32                                                         | 10                                                         | 17                                                         |
| 1985                                                       | 30                                                         | 15                                                         | 26                                                         |
| 1986                                                       | 23                                                         | 17                                                         | 10                                                         |
| 1987                                                       | 32                                                         | 22                                                         | 43                                                         |
| 1988                                                       | 22                                                         | 18                                                         | 8                                                          |
| 1989                                                       | 21                                                         | 10                                                         | 12                                                         |
| 1990                                                       | 18                                                         | 38                                                         | 21                                                         |
| 1991                                                       | 37                                                         | 34                                                         | 49                                                         |
| 1992                                                       | 25                                                         | 19                                                         | 23                                                         |
| 1993                                                       | 31                                                         | 23                                                         | 48                                                         |
| 1994                                                       | 25                                                         | 16                                                         | 31                                                         |
| 1995                                                       | 8                                                          | 11                                                         | 20                                                         |
| 1996                                                       | 13                                                         | 19                                                         | 13                                                         |
| 1997                                                       | 21                                                         | 35                                                         | 7                                                          |
| 1998                                                       | 10                                                         | 12                                                         | 8                                                          |
| 1999                                                       | 5                                                          | -                                                          | -                                                          |
| 2000                                                       | 19                                                         | 6                                                          | 22                                                         |
| 2001                                                       | 13                                                         | 24                                                         | 24                                                         |
| 2002                                                       | 18                                                         | 8                                                          | 12                                                         |
| 2003                                                       | 26                                                         | 25                                                         | 40                                                         |
| 2004                                                       | 23                                                         | 32                                                         | 14                                                         |
| 2005                                                       | 15                                                         | 21                                                         | 42                                                         |
| 2006                                                       | 16                                                         | 11                                                         | 37                                                         |
| 2007                                                       | 20                                                         | 26                                                         | 34                                                         |
| 2008                                                       | -                                                          | -                                                          | -                                                          |
| 2009                                                       | 23                                                         | 10                                                         | 16                                                         |
| 2010                                                       | -                                                          | -                                                          | -                                                          |
| 2011                                                       | -                                                          | -                                                          | -                                                          |
| 2012                                                       | 17                                                         | 6                                                          | 8                                                          |
| 2013                                                       | 14                                                         | 11                                                         | 24                                                         |
| 2014                                                       | 18                                                         | 12                                                         | 38                                                         |
| 2015                                                       | 17                                                         | 26                                                         | 24                                                         |
| 2016                                                       | 16                                                         | 12                                                         | 48                                                         |
| 2017                                                       | 25                                                         | 32                                                         | 31                                                         |
| 2018                                                       | 23                                                         | 23                                                         | 10                                                         |
| 2019                                                       | 25                                                         | 19                                                         | 18                                                         |
| 2020                                                       | 21                                                         | 31                                                         | 62                                                         |
| 2021                                                       | -                                                          | -                                                          | -                                                          |
| 2022                                                       | 119                                                        | 71                                                         | 64                                                         |
| 2023                                                       | 48                                                         | 98                                                         | 138                                                        |
| 2024                                                       | 70                                                         | 46                                                         | 37                                                         |

0,0: Tamines ·
2,7: Falisolle ·
5,6: Aisemont ·
10,5: Fosses-la-Ville ·
13,3: Bambois ·
17,4: Saint-Gérard ·
20,7: Mettet ·
24,3: Furneaux ·
25,3: Ermeton-sur-Biert ·
28,2: Maredret ·
29,8: Denée-Maredsous ·
31,3: Sosoye ·
32,8: Falaën ·
35,1: Haut-le-Wastia ·
37,4: Warnant ·
40,3: Anhée ·
41,4: Anhée-Jonction ·
Bouvignes-sur-Meuse ·
Dinant ·
Neffe ·
Anseremme ·
Walzin ·
Gendron-Celles ·
Château d'Ardenne ·
0,0: Houyet ·
3,7: Hour-Havenne ·
5,1: Wanlin ·
8,2: Vignée ·
11,1: Villers-sur-Lesse ·
15,3: Eprave ·
19,3: Rochefort ·
23,1: Jemelle
2,2: Anseremme ·
4,7: Walzin ·
7,2: Gendron-Celles ·
10,4: Château d'Ardenne ·
12,2: Houyet ·
17,5: Wiesme ·
22,2: Beauraing ·
25,0: Martouzin ·
27,2: Pondrôme ·
31,3: Thanville ·
35,3: Vonêche ·
37,0: Gedinne ·
45,4: Louette-Saint-Denis ·
49,3: Bièvre ·
51,6: Graide ·
55,2: Carlsbourg ·
56,3: Merny ·
58,2: Paliseul ·
60,3: Nollevaux ·
61,5: Offagne ·
65,2: Glaumont ·
68,3: Burhaimont ·
70,2: Bertrix